# Andrzej Sałacki
Andrzej Alfred Sałacki (ur. 6 stycznia 1954 w Krakowie) – polski jeździec, trener i działacz jeździecki, zdobywca 12 medali Mistrzostw Polski w konkurencji ujeżdżenia, wielokrotnie występujący na zawodach międzynarodowych. Jest pierwszym polskim finalistą Pucharu Świata w tej dyscyplinie (1996 w Göteborgu, na koniu Dioksana). Obecnie jako trener i menedżer związany z Ludowym Klubem Jeździeckim „Lewada”, którego jest założycielem. Z wykształcenia lekarz weterynarii i absolwent studiów trenerskich.

## Działania dla jeździectwa

### Pokaz przed królową brytyjską
Bezprecedensowym osiągnięciem Andrzeja Sałackiego był pokaz ujeżdżenia klasy Grand Prix na koniu bez ogłowia. Koniem tym była klacz półkrwi angielskiej Czcionka. Jeździec prezentował to show podczas największych światowych wydarzeń jeździeckich, m.in. na stadionie Wembley w 1988 na zaproszenie ówczesnej Prezydent Międzynarodowej Federacji Jeździeckiej (FEI) – księżniczki Anny, zdobywając tytuł Jeźdźca Roku. Występ ten zaowocował zaproszeniem do Windsoru na specjalny pokaz przed królową Elżbietą II. Andrzej Sałacki to jedyny polski jeździec, który otrzymał zaproszenie na prywatny pokaz przed królową. Show z klaczą Czcionka bez ogłowia był prezentowany w różnych miejscach świata przez ponad trzy lata, a klacz była jedynym koniem na świecie wykonującym taki pokaz.

### Woltyżerka
W latach 80. XX wieku wprowadził do Polski dyscyplinę woltyżerki. Prowadzony przez niego zespół ze Stadniny Koni w Jaroszówce zdobył kilkakrotnie brązowe medale mistrzostw świata i mistrzostw Europy. Andrzej Sałacki zyskał także sławę najlepszego lonżującego i na zlecenie FEI prowadził kursy lonżowania w Europie, USA, Brazylii i Argentynie.

## Trener
W stadnie w Jaroszówce był trenerem WKKW i skoków, od której to dyscypliny rozpoczynał wcześniej swoją karierę jeździecką. W klubie jeździeckim Lewada (Zakrzów), będącym liderem rankingów PZJ, trenuje zawodników ujeżdżenia, spośród których wielu jest medalistami Mistrzostw Polski i członkami Kadry Narodowej. Przygotowywane przez klub konie wygrywają czempionaty. W latach 2000–2004 pełnił obowiązki trenera polskiej kadry narodowej.
Andrzej Sałacki jest także konsultantem i trenerem w USA i w Niemczech. Należy do zarządu elitarnego zrzeszenia trenerów Internationale Dressage Trainers Club. W 2012 trener i kierownik polskiej ekipy na Igrzyskach Olimpijskich w Londynie.

## Inne
Począwszy od roku 1998, w klubie Lewada organizowane były corocznie Jeździeckie Mistrzostwa Gwiazd (Art Cup), w których brało udział około 60 znanych polskich artystów. Mistrzostwa rozgrywane były w trzech konkurencjach jeździeckich: skokach przez przeszkody, ujeżdżeniu oraz powożeniu. Impreza pokazywana była w telewizji i podziwiana przez kilkutysięczną publiczność.
Planowane jest przekształcenie klubu Lewada w Ośrodek Przygotowań Olimpijskich o znaczeniu krajowym oraz międzynarodowym.
Andrzej Sałacki jest także autorem podręcznika jeździeckiego:Trening, sędziowanie, przepisy w konkurencji ujeżdżenia.
W 2014 uzyskał mandat radnego sejmiku województwa opolskiego z listy Platformy Obywatelskiej. W 2018 z listy Koalicji Obywatelskiej nie uzyskał reelekcji.